# Saga - A Grande História do Brasil
Saga - A Grande História do Brasil é uma coleção enciclopédica de história do Brasil.

## História
Lançada em 1981 pela editora Abril Cultural, sua autoria tem a participação de vários nomes da literatura do gênero historiográfico.
É uma das principais obras sobre história brasileira, por ambientar a pesquisa da colônia até 1945, sendo ilustrada com imagens, fotográficas, pictóricas e escultóricas pertecentes a bibliotecas, museus e instituições públicas brasileiras, portuguesas e de outros países e também foi lançada em formato de fascículos.

## Extrutura
A parte não fascicular é uma coleção de 7 volumes com medidas de 23 X30 e formato capa dura: O Volume 1 (Colônia - 1500 - 1640); o Volume 2 (Colônia - 1640 - 1808); o Volume 3 (Império - 1808 - 1840); o Volume 4 (Império - 1840 - 1889); o Volume 5 (República - 1889 - 1929); Volume 6 (República - 1930 - 1945) já o volume 7, além da cronologia e do glossário, tem uma relação de biografias.